# The Chieftains 10: Cotton-Eyed Joe
The Chieftains 10: Cotton-Eyed Joe è un album in studio del gruppo di musica tradizionale irlandese The Chieftains, pubblicato nel 1981.

## Tracce
1. The Christmas Reel – 3:00
2. Salut a la Compagnie – 3:19
3. My Love Is in America – 4:30
4. Manx Music – 3:38
5. Master Crowley's Reels – 1:30
6. The Pride of Pimlico – 2:04
7. An Faire (The Gold Ring) – 3:38
8. An Durzhunel (The Turtle Dove) – 6:45
9. Sir Arthur Shaen and Madam Cole – 4:00
10. Garech's Wedding – 1:35
11. Cotton-Eyed Joe – 2:15

## Formazione
- Paddy Moloney – uilleann pipes, tin whistle
- Seán Keane – fiddle
- Martin Fay – fiddle, ossa
- Derek Bell – arpa celtica, arpa medievale, tiompán
- Kevin Conneff – bodhrán, voce
- Matt Molloy – flauti, tin whistle